# Fitero
Fitero (Fiteroko en basc) és un municipi de Navarra, a la comarca de Tudela, dins la merindad de Tudela. Limita al nord amb Corella; a l'est i sud, amb Tudela i Cintruénigo; i a l'oest amb Cervera del Río Alhama (La Rioja).

## Demografia
| Evolució demogràfica                              | Evolució demogràfica | Evolució demogràfica | Evolució demogràfica | Evolució demogràfica | Evolució demogràfica | Evolució demogràfica | Evolució demogràfica | Evolució demogràfica | Evolució demogràfica | Evolució demogràfica |
| 1996                                              | 1998                 | 1999                 | 2000                 | 2001                 | 2002                 | 2003                 | 2004                 | 2005                 | 2006                 | 2007                 |
| ------------------------------------------------- | -------------------- | -------------------- | -------------------- | -------------------- | -------------------- | -------------------- | -------------------- | -------------------- | -------------------- | -------------------- |
| 2 083                                             | 2 034                | 2 034                | 1 960                | 1 997                | 2 192                | 2 234                | 2 213                | 2 222                | 2 257                | 2 224                |
| Fonts: Fitero i Institut d'Estadística de Navarra |                      |                      |                      |                      |                      |                      |                      |                      |                      |                      |

## Història
Antigament va ser coneguda amb el nom de Tudején. Vila romana situada als peus del mont Castillo davant de Baños de Fitero i a uns 3 km a l'oest de l'actual Fitero. La vila de Fitero va ser una refundació de la vila de Tudején portada a terme per l'abat del monestir de Fitero, a la fi del segle xv. A Peñahitero (Peña de Fitero) es troben les restes humanes més antigues de la localitat. Es tracta de la tomba d'un príncep d'ètnia cèltica, que hi va arribar al segle ix aC. A la dita Peña del Saco, riba dreta del riu Alhama, enfront de l'establiment termal, s'hi han trobat vestigis d'un poble de pastors de l'Edat de Bronze, envaït després per la cultura celtibèrica, frenada al seu torn per la conquesta romana al llarg del segle ii. Amb posterioritat a la destrucció de Numància aquest poblat va quedar arruïnat i abandonat. El mateix va ocórrer amb el poble celtibèric de Cluniam, també sobre el Alhama.
Es conserva el document datat en 1073 pel qual el rei Sanç IV de Navarra va canviar amb Ahmed I ibn Sulaiman al-Muktadir, l'Emir de Saraqusta, el castell musulmà de Tudején pel cristià de Caparroso que aquell acabava de perdre com a conseqüència d'haver envaït, al seu torn i prèviament, el de Tudején.
En 1140, Alfons VII l'Emperador va fer venir Raymond (posteriorment conegut com a sant Ramon de Fitero), amb una comunitat de monjos cistercencs procedents de Scala Dei o l'Escaladieu a la Gascunya, que fundà una petita casa amb església, dedicada a Santa Maria, en el lloc de la deserta vila castellana de Niencebas (d'aquí procedeix el cognom Bienzobas), situada al vessant meridional de la muntanya de Yerga, jurisdicció avui del poble d'Alfaro. No es veuen les ruïnes d'aquest primitiu establiment de Niencebas, ja que en 1152 es va convertir en una granja cistercenca i va passar a règim de lloguer, mentre la comunitat cistercenca s'assentava definitivament en el lloc de la vila castellana de Tudején conegut com a Castellón.
Encara que poc després va passar a ser conegut com el monestir de Fitero o de la Frontera entre els tres regnes que allí confluïen Castella, Pamplona i Aragó. L'edificació del segon i definitiu monestir de Fitero, va començar en 1179 i la seva església va ser consagrada en 1247, gràcies a l'ajuda de l'arquebisbe Rodrigo Ximénez de Rada.